# Czech International Future Series
Die Czech International Future Series (vormals KaBaL International) ist im Badminton eine offene internationale Meisterschaft von Tschechien. Sie wurde erstmals im Jahr 2017 in Karviná ausgetragen. Auch 2018 fanden die Meisterschaften in Karviná statt.

## Sieger
| Saison    | Herreneinzel              | Dameneinzel       | Herrendoppel                       | Damendoppel                               | Mixed                       |
| --------- | ------------------------- | ----------------- | ---------------------------------- | ----------------------------------------- | --------------------------- |
| 2017      | Milan Ludík               | Lin Sih-yun       | Łukasz Moreń Wojciech Szkudlarczyk | Maryna Iljinska Yelyzaveta Zharka         | Jakub Bitman Alžběta Bášová |
| 2018      | Victor Svendsen           | Yuri Nakamura     | Bjarne Geiss Jan Colin Völker      | Supissara Paewsampran Puttita Supajirakul | Peter Käsbauer Olga Konon   |
| 2019 2024 | nicht ausgetragen         | nicht ausgetragen | nicht ausgetragen                  | nicht ausgetragen                         | nicht ausgetragen           |
| 2025      | Collins Valentine Filimon | Wang Yu-si        | Jonathan Dresp Simon Krax          | Yasemen Bektaş Sinem Yildiz               | Simon Krax Amelie Lehmann   |